# Sibeliusmonumentet
Sibeliusmonumentet (finska: Sibelius-monumentti) är en skulptur och ett minnesmärke av skulptören Eila Hiltunen, tillägnat den finländske kompositören Jean Sibelius. Det är beläget i Sibeliusparken i stadsdelen Bortre Tölö i Helsingfors och avtäcktes den 7 september 1967.
Skulpturen består av fler än 600 rör av rostfritt stål, vilka svetsats ihop i ett vågmönster. Det väger 24 ton och mäter 8.5 × 10.5 × 6.5 meter.
En storleksmässigt mindre version finns på Unescos huvudkontor i Paris. Ett annat liknande verk av Eila Hiltunen finns vid FN:s huvudkontor i New York.